# Pastasalat
Pastasalat er en salat, der er fremstillet af en eller flere typer pasta
Den serveres normalt kold, og ofte med eddike-, olie-, eller mayonnaise-baseret dressing. Den bliver typisk serveret som en forret, som tilbehør eller hovedret. Pastasalat bliver ofte betragtet som en forårs- eller sommerret, hvor den kan fremstilles med nyhøstede grøntsager fra årstiden, men den kan serveres hele året rundt.
Pastasalat kan indeholde en lang række grønsager som bl.a. forskellige salattyper, agurk, tomat, majs, oliven, løg eller peberfrugt. Der kan også indgå ost som feta eller parmesan og forskellige typer kød og udskæringer. Der findes også pasta salat med fisk og skaldyr.
Retten bliver også brugt indenfor emnet "fastfood" da retten tager få minutter at lave.[kilde mangler]